# Кости (1-й сезон)
Первый сезон американского детективного телесериала «Кости» о судебных антропологах из ФБР с Эмили Дешанель и Дэвидом Борианазом в главных ролях. Первый сезон, премьера которого состоялась на канале Fox 13 сентября 2005 года, а заключительная серия вышла 17 мая 2006 года, состоит из 22 эпизодов.

## В ролях

### Основной состав
- Эмили Дешанель — доктор Темперанс «Кости» Бреннан
- Дэвид Борианаз — специальный агент Сили Бут
- Микаэла Конлин — Энджела Монтенегро
- Эрик Миллеган — Зак Эдди
- Томас Джозеф Тайн — доктор Джек Ходжинс
- Джонатан Адамс — доктор Дэниел Гудман

### Второстепенный состав
- Джон М. Джексон — заместитель директора ФБР Сэм Каллен
- Heavy D — Сид Шапиро
- Крис Коннер — Оливер Лорье
- Патриция Белчер — Кэролайн Джулиан
- Лорен Дин — Расс Бреннан
- Хит Фриман — Говард Эппс
- Билли Гиббонс — отец Энджелы
- Тай Паниц — Паркер Бут

## Эпизоды
| № общий | № в сезоне | Название                                                  | Режиссёр                | Автор сценария                 | Дата премьеры    | Произв. код | Зрители в США (млн) |
| --- | ---------- | --------------------------------------------------------- | ----------------------- | ------------------------------ | ---------------- | ----------- | ------------------- |
| 1 | 1          | «Пилотный эпизод» «Pilot»                                 | Грег Яйтанс             | Харт Хэнсон                    | 13 сентября 2005 | 1AKY79      | 10,79               |
| Доктор Бреннан возвращается в США из Гватемалы и сразу приступает к расследованию очередного дела. На этот раз ей придётся исследовать останки скелета, найденного в озере. В расследовании ей будет помогать её команда: эксперты Энджела Перли-Гейтс Монтенегро, Джек Стэнли Ходжинс и Зак Эдди. Выясняется, что скелет принадлежал беременной чернокожей девушке. Доктор Бреннан со своей командой и агентом ФБР Бутом начинает расследовать это дело, и вскоре всплывает неожиданный факт: все ниточки расследования ведут к сенатору и его помощнику. При этом у Бута и Бреннан возникают проблемы в общении и работе. |            |                                                           |                         |                                |                  |             |                     |
| 2 | 2          | «Человек во внедорожнике» «The Man in the S.U.V.»         | Аллан Крокер            | Стефан Нейтан                  | 20 сентября 2005 | 1AKY02      | 7,39                |
| Когда происходит взрыв машины, за рулём которой сидел мужчина-афганец, все начинают считать это происшествие актом терроризма. Всё это может привести к большому скандалу, так как погибший был активным борцом за мир. Бреннан и её команда должны установить, что же означал этот взрыв — акт терроризма или успешная попытка убийства. |            |                                                           |                         |                                |                  |             |                     |
| 3 | 3          | «Мальчик на дереве» «A Boy in a Tree»                     | Патрик Норрис           | Харт Хэнсон                    | 27 сентября 2005 | 1AKY01      | 7,87                |
| В частной школе на дереве находят гнилого висельника, подростка, который учился там же. Он был сыном посла Венесуэлы в США. Непонятно, что это было: попытка самоубийства, месть его богатым родителям или просто несчастный случай. Именно это предстоит выяснить агенту Буту и доктору Бреннан. При этом Бут пытается сблизиться с командой Бреннан, что у него не особо получается. |            |                                                           |                         |                                |                  |             |                     |
| 4 | 4          | «Человек в медведе» «The Man in the Bear»                 | Аллан Крокер            | Лора Уолнер                    | 1 ноября 2005    | 1AKY04      | 7,99                |
| При осмотре мёртвого медведя внутри него находят часть человеческого скелета. Бреннан и Бут отправляются в леса штата Вашингтон, где приступают к расследованию. Однако дело оказывается не таким простым, как кажется на первый взгляд: в лесу обнаруживают ещё более неожиданные находки. А в это время Зак пытается наладить свою личную жизнь. |            |                                                           |                         |                                |                  |             |                     |
| 5 | 5          | «Мальчик в кустах» «A Boy in a Bush Мальчик в кустах»     | Хесус Сальвадор Тревино | Стив Блэкман и Грег Бэлл       | 8 ноября 2005    | 1AKY05      | 6,86                |
| Получив анонимный звонок о найденном теле, Бут и Бреннан отправляются в парк и находят там тело мальчика. Убийство ребёнка шокирует команду Бреннан, в результате чего атмосфера в коллективе накаляется. Энджела говорит, что хочет уйти с работы. Погибший рос в приёмной семье, в которой было ещё несколько приёмных детей. По ходу расследования становится очевидно, что один из детей что-то скрывает. |            |                                                           |                         |                                |                  |             |                     |
| 6 | 6          | «Человек в стене» «The Man in the Wall»                   | Тауния Маккирнан        | Элизабет Бенджамин             | 15 ноября 2005   | 1AKY06      | 8,84                |
| Во время драки на дискотеке в стене помещения находят останки человека, а на нём остатки наркотического вещества. ФБР и помощники Бреннан пытаются установить, кто и зачем убил торговца наркотиками. |            |                                                           |                         |                                |                  |             |                     |
| 7 | 7          | «Смертник» «A Man on Death Row»                           | Дэвид Хью Джонс         | Ноа Хоули                      | 22 ноября 2005   | 1AKY03      | 7,25                |
| Семь лет назад агент Сили Бут арестовал и отправил в тюрьму Говарда Эпса — за убийство молодой девушки. Совсем скоро должен быть исполнен смертный приговор, однако к Буту обращается адвокат, нанятый Эпсом, чтобы доказать его невиновность в смерти девушки. Буту и его напарнице Бреннан придётся вернуться в прошлое и узнать правду. |            |                                                           |                         |                                |                  |             |                     |
| 8 | 8          | «Девушка в холодильнике» «The Girl in the Fridge»         | Сэнфорд Букстэвер       | Дана Кон                       | 29 ноября 2005   | 1AKY07      | 7,64                |
| В институт Джефферсона к доктору Бреннан попадает холодильник, в котором находят остатки молодой девушки, похищенной год назад. Пока доктор Бреннан и её команда пытаются узнать, кто и почему убил 19-летнюю девушку, в институт приезжает бывший преподаватель Бреннан. |            |                                                           |                         |                                |                  |             |                     |
| 9 | 9          | «Мужчина в бомбоубежище» «The Man in the Fallout Shelter» | Грег Яйтанс             | Харт Хэнсон                    | 13 декабря 2005  | 1AKY08      | 7,12                |
| За несколько дней до Рождества в институт Джефферсона попадает старый скелет, в кармане пальто которого находят два билета в Париж. Во время выяснения обстоятельств смерти «тела» происходят непредвиденные события, которые могут помешать команде справить Рождество в кругу семьи. |            |                                                           |                         |                                |                  |             |                     |
| 10 | 10         | «Женщина в аэропорту» «The Woman at the Airport»          | Грег Яйтанс             | Тереза Лин                     | 25 декабря 2005  | 1AKY10      | 11,37               |
| В Лос-Анджелесе у посадочной полосы находят останки женщины, однако их идентификация затруднена тем, что женщина делала множество операций. Неужели ошибка врача погубила молодую женщину? Или кто-то другой желал её смерти? |            |                                                           |                         |                                |                  |             |                     |
| 11 | 11         | «Женщина в машине» «The Woman in the Car»                 | Дуайт Литтл             | Ноа Хоули                      | 1 февраля 2006   | 1AKY09      | 12,64               |
| На дороге найдена обгоревшая машина. Женщина-водитель погибла, а на заднем сиденье найдено детское кресло, однако ребенок пропал. Кто убийца и похититель? Всё это предстоит выяснить агенту Буту и его напарнице доктору Бреннан. |            |                                                           |                         |                                |                  |             |                     |
| 12 | 12         | «Супергерой в переулке» «The Superhero in the Alley»      | Джеймс Уитмор мл.       | Элизабет Бенджамин             | 8 февраля 2006   | 1AKY12      | 11,91               |
| В переулке между домами находят тело подростка, одетого в чёрный костюм и, судя по всему, считавшего себя героем комиксов. Бут и Бреннан принимаются за расследование. |            |                                                           |                         |                                |                  |             |                     |
| 13 | 13         | «Женщина в саду» «The Woman in the Garden»                | Сэнфорд Букстевер       | Лора Уолнер                    | 15 февраля 2006  | 1AKY13      | 11,87               |
| В квартале, где живут сальвадорцы, останавливают машину, а в её багажнике находят старые останки, которые ранее были где-то закопаны. Кому и зачем понадобилось выкапывать старый труп, это и предстоит выяснить доктору Бреннан и её напарнику Буту. |            |                                                           |                         |                                |                  |             |                     |
| 14 | 14         | «Мужчина на поле для гольфа» «The Man on the Fairway»     | Тони Варнби             | Стив Блэкмэн                   | 8 марта 2006     | 1AKY14      | 11,82               |
| На поле для гольфа происходит крушение самолёта. По мере нахождения останков становится ясно: тел явно больше, чем должно быть. Неужели случайные жертвы? Или кто-то чужой был в самолёте? |            |                                                           |                         |                                |                  |             |                     |
| 15 | 15         | «Два тела в лаборатории» «Two Bodies in the Lab»          | Аллан Крокер            | Стефан Нейтан                  | 15 марта 2006    | 1AKY15      | 12,07               |
| Команде Бреннан достаются два дела сразу: найдены останки мафиози и останки молодой девушки, отданной на растерзание псам. Бут пытается выяснить, связаны ли эти два дела, и если да, то как и почему? |            |                                                           |                         |                                |                  |             |                     |
| 16 | 16         | «Женщина в туннеле» «The Woman in the Tunnel»             | Джо Наполитано          | Грег Бэлл и Стив Блэкмэн       | 22 марта 2006    | 1AKY11      | 11,14               |
| В канализационной шахте находят останки женщины, которая снимала фильмы про бездомных, живущих там. В ходе расследования всплывает факт, что, возможно, в подземных лабиринтах спрятано нечто весьма ценное. Агент Бут и Доктор Бреннан берутся решить, кто и почему совершил это преступление. |            |                                                           |                         |                                |                  |             |                     |
| 17 | 17         | «Череп в пустыне» «The Skull in the Desert»               | Донна Дейтч             | Джефф Рэйк                     | 29 марта 2006    | 1AKY17      | 11,24               |
| Анджела отправляется в традиционный ежегодный отпуск к своему возлюбленному фотографу в индейскую пустыню. А он, вместе с индианкой-фотомоделью, исчез. На крыльцо полицейского участка подбрасывают череп. |            |                                                           |                         |                                |                  |             |                     |
| 18 | 18         | «Мужчина с костью» «The Man with the Bone»                | Хесус Сальвадор Тревино | Крейг Сильверстейн             | 5 апреля 2006    | 1AKY16      | 10,14               |
| На «острове пиратов» найдено свежее тело утопленника, в руке у которого была сжата кость фаланги пальца. Пальцу оказалось триста лет. |            |                                                           |                         |                                |                  |             |                     |
| 19 | 19         | «Мужчина в морге» «The Man in the Morgue»                 | Джеймс Уитмор мл.       | Ноа Хоули и Элизабет Бенджамин | 19 апреля 2006   | 1AKY18      | 10,28               |
| Доктор Бреннан в Новом Орлеане помогает опознать жертв урагана. Через день она приходит в себя в крови, с повреждённой рукой, раной на голове и амнезией. Первое появление прокурора Кэролин Джулиан. Ходжинс начинает влюбляться в Анджелу. |            |                                                           |                         |                                |                  |             |                     |
| 20 | 20         | «Трансплантат в девочке» «The Graft in the Girl»          | Сэнфорд Букстэвер       | Лора Уолнер и Грег Бэлл        | 26 апреля 2006   | 1AKY19      | 10,33               |
| Когда Бреннан пытается выяснить, почему заболела раком дочь начальника Бута, всплывает дело о подложных имплантатах органов. |            |                                                           |                         |                                |                  |             |                     |
| 21 | 21         | «Солдат на могиле» «The Soldier on the Grave»             | Джонатан Понтелл        | Стефан Нейтан                  | 10 мая 2006      | 1AKY20      | 9,50                |
| На военном кладбище утром на могиле солдата-героя находят сгоревшие останки его сослуживца. Открываются подробности одной операции в Ираке. |            |                                                           |                         |                                |                  |             |                     |
| 22 | 22         | «Женщина в лимбе» «The Woman in Limbo»                    | Хесус Сальвадор Тревино | Харт Хэнсон                    | 17 мая 2006      | 1AKY21      | 9,07                |
| Бреннан занимается опознанием останков, давно хранившихся в институте. Внезапно она понимает, что это кости её пропавшей без вести матери. |            |                                                           |                         |                                |                  |             |                     |